# Peter Schuster (Chemiker)

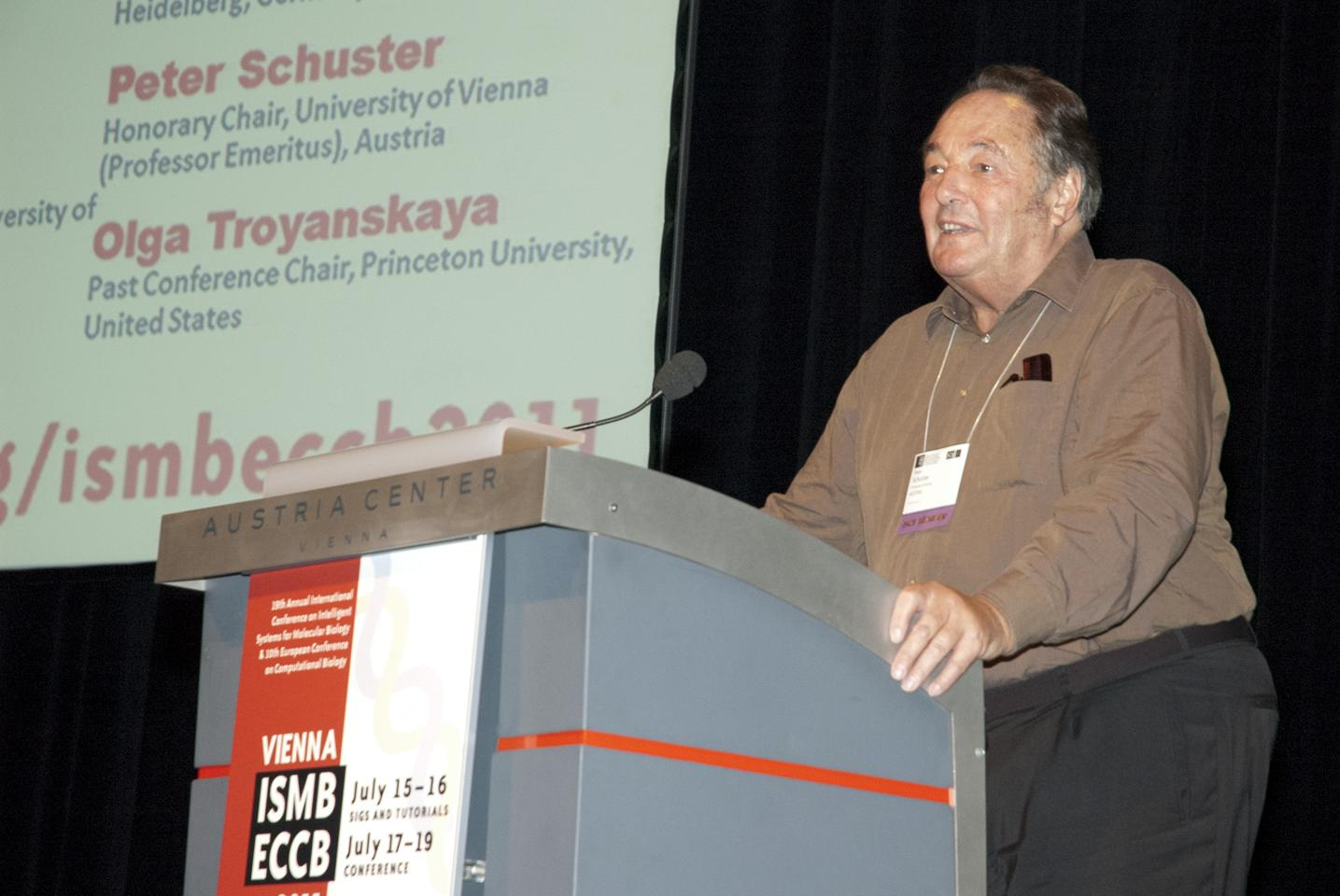
Peter Schuster 2011

Peter Schuster (* 7. März 1941 in Wien) ist emeritierter Universitätsprofessor für Theoretische Chemie an der Universität Wien und war von 2006 bis 2009 Präsident der Österreichischen Akademie der Wissenschaften.

## Wissenschaftliche Laufbahn
Nach mit Auszeichnung bestandener Reifeprüfung im Jahr 1959 studierte Peter Schuster an der Universität Wien Chemie und Physik und promovierte 1967 sub auspiciis praesidentis zum Dr. phil.
Von 1968 bis 1969 war er Post-Doc-Assistent am Max-Planck-Institut für biophysikalische Chemie in Göttingen beim Nobelpreisträger Manfred Eigen, mit welchem er gemeinsam das Quasispezies-Modell entwickelte.
1971 habilitierte er sich an der Universität Wien im Fach Theoretische Chemie und wurde 1973 für das gleiche Fach zum Ordentlichen Universitätsprofessor an der Universität Wien ernannt. Seit diesem Jahr ist er (mit einer kurzen Unterbrechung) Vorstand des Instituts für Theoretische Chemie und war 2004 der erste Dekan der neu geschaffenen Fakultät für Chemie.
Peter Schuster ist seit 1984 korrespondierendes Mitglied und seit 1992 wirkliches Mitglied der mathematisch-naturwissenschaftlichen Klasse der Österreichischen Akademie der Wissenschaften. Er ist Obmann des Kuratoriums des Akademie-Instituts für Biophysik und Röntgenstrukturforschung. Von 2000 bis 2003 bekleidete er die Funktion des Vizepräsidenten der Österreichischen Akademie der Wissenschaften, 2006 wurde er zum Präsidenten gewählt.
Seine Forschungsgebiete umfassen die Theorie der Wasserstoffbrücken und der zwischenmolekularen Kräfte, Kinetik der Protonenübertragungsreaktionen in wässrigen Lösungen, nicht-lineare Dynamik komplexer Systeme, Theorie und Modellierung der molekularen Evolution, Strukturen und Eigenschaften von RNA-Molekülen, Optimierung von RNA-Strukturen, „neutrale Netzwerke“ bei Biopolymeren, analytische Näherungen von nicht-linearen Differentialgleichungen aus Physik, Chemie und Neurobiologie, sowie genetische Regulation und metabolische Netzwerke.
Von 1992 bis 1995 war er von der Universität Wien beurlaubt, um die Funktion des Gründungsdirektors des Instituts für Molekulare Biotechnologie (heute Leibniz-Institut für Alternsforschung – Fritz-Lipmann-Institut) in Jena wahrzunehmen.
Peter Schuster ist externes Fakultätsmitglied der Biologisch-Pharmazeutischen Fakultät der Friedrich-Schiller-Universität Jena und External Faculty Member des Santa Fe Instituts in den USA. Er war Inhaber mehrerer Gastprofessuren.
Er ist Mitglied mehrerer weiterer wissenschaftlicher Gesellschaften, etwa seit 2009 der National Academy of Sciences, und Träger zahlreicher Auszeichnungen, darunter seit 1992 des Österreichischen Ehrenzeichens für Wissenschaft und Kunst.
Peter Schuster ist Autor von neun Büchern und etwa 300 Publikationen in wissenschaftlichen Zeitschriften (Originalarbeiten, Übersichtsartikeln und Aufsätzen). In mehreren wissenschaftlichen Journalen ist er (Mit-)Herausgeber.
Im Herbst 2012 wurde Schuster von Senat der Technischen Universität Wien für die Periode von 2013 bis 2018 zum Universitätsratsmitglied der TU Wien gewählt.

## Auszeichnungen und Mitgliedschaften (Auswahl)
- 1971: Theodor Körner Förderungspreis
- 1971: Jubiläumspreis der Chemisch-Physikalischen Gesellschaft
- 1983: Erwin Schrödinger-Preis der Österreichischen Akademie der Wissenschaften
- 1989: Dr. Asen-Zlatarov-Preis der Bulgarischen Akademie der Wissenschaften
- 1992: Österreichisches Ehrenzeichen für Wissenschaft und Kunst
- 1993: Mitglied der Leopoldina[2]
- 1995: Philip Morris Forschungspreis
- 1995: Josef Loschmidt-Medaille der Gesellschaft Österreichischer Chemiker
- 1997: Preis der Stadt Wien für Naturwissenschaften
- 1997: Kardinal-Innitzer Würdigungspreis für Naturwissenschaften
- 1999: Wilhelm-Exner-Medaille des  Österreichischen Gewerbevereins
- 2009: Mitglied der Academia Europaea
- 2010: Großes Silbernes Ehrenzeichen für Verdienste um das Land Wien
- 2014: Mitglied der EMBO[3]
- 2018: Kardinal-Innitzer-Preis (Großer Preis)